# Дом творчества Малеевка
Дом творчества Малеевка — один из наиболее известных домов творчества писателей, организованный Литературным фондом СССР на территории бывшей усадьбы «Малеевка», до революции принадлежавшей издателю и редактору журнала «Русская мысль» В. М. Лаврову.
Официальное название: Всесоюзный дом творчества писателей имени А. С. Серафимовича Литфонда СССР. Адрес: Московская обл., Рузский городской округ, Старая Руза, дер. Глухово (в 16 км от ж/д станции Дорохово).

## Малеевка до революции
Бывшее поместье купца Малеева (а до него — графа Воронцова), в 1886 году перешедшее в собственность В. М. Лаврова, благодаря своему новому владельцу стало одним из центров литературной жизни Подмосковья конца XIX века.

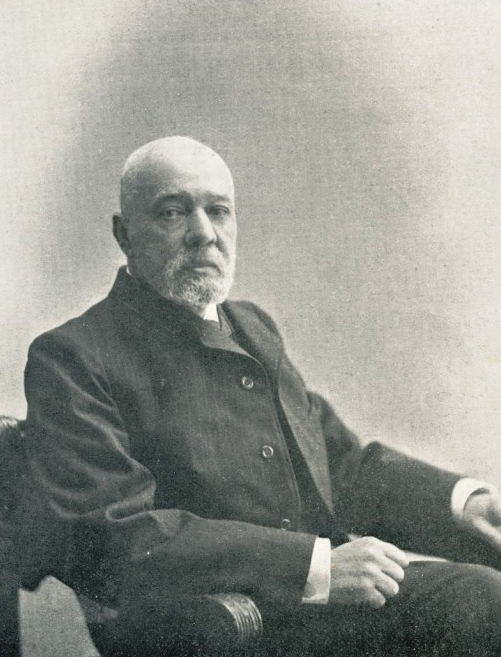
Вукол Михайлович Лавров

Лавров выстроил дом, разбил сад и переехал сюда из Москвы, назвав свою усадьбу «Малеевкой». В гости к Лаврову приезжали Д. Н. Мамин-Сибиряк, П. И. Мельников-Печерский, Ф. М. Достоевский. В 1890-х годах здесь часто бывал А. П. Чехов. По воспоминаниям А. В. Дорошевской, внучки Лаврова, «…Антон Павлович неоднократно гостил в усадьбе Лаврова, в то время называвшейся Шелковка, по названию ближайшей железнодорожной станции, и обычно жил в мезонине. Участок земли под усадьбу куплен моим дедом у купца Малеева, и название Малеевка привилось впоследствии. В 1912 г. станция Шелковка была переименована в станцию Дорохово. Однако и поныне село, находящееся около станции Дорохово, носит название Шелковка. В повести Чехова „Дом с мезонином“ усадьба называется Шелковка, и описание её окрестностей, вида с террасы, через пруд на деревню, въезда по аллее в сад, расположение фруктового сада и т. п. полностью совпадают с характерными чертами усадьбы Лаврова (теперь Дома творчества писателей Малеевка). Сам дом с мезонином был сожжен во время Великой Отечественной войны немцами…».
В 1899 году часть усадьбы приобрёл В. А. Гиляровский, живший здесь до 1917 года.

## Малеевка советского времени
В 1927 году Пролитфонд арендовал бывшую усадьбу Лаврова для создания загородного Дома московских литераторов (20 мая 1928 года здесь был открыт дом отдыха «Советский писатель»), а в 1930-е годы по инициативе А. С. Новикова-Прибоя Малеевка стала писательским домом творчества имени Серафимовича, в составе Литературного фонда СССР. В 1962 году за домом творчества, расположенном в лесном массиве, был закреплён в постоянное пользование земельный участок общей площадью 75,3 га.
В 1956 году на месте сгоревшей деревянной усадьбы по проекту архитектора В. П. Огарева был построен большой каменный корпус в стиле классических дворянских домов. «…Архитектор учёл все пожелания писателей, и здание получилось самым комфортным из всех Домов творчества. На втором этаже главного корпуса имелась огромная, роскошная, с полками из красного дерева до самого потолка библиотека с тысячами редких книг, справочниками. Библиотека выписывала десятки журналов, включая иностранные, множество газет, оттого она пользовалась любовью писателей, которые непременно дарили ей свои книги с автографами… Величественный главный корпус с колоннами, построенный в стиле позднего русского классицизма, соединялся с двухэтажными крыльями-корпусами зимним садом… Писатели трижды в день ходили в столовую через эти малеевские сады-оранжереи без зимней одежды. Между фикусами в кадках и карликовыми деревьями архитектор разместил уютные скамейки из тяжелого дуба, кресла.».
В главном корпусе наряду с комфортабельными комнатами, библиотекой редких изданий, зимним садом и столовой-рестораном имелись медицинские кабинеты, кинозал, бильярдная. Одновременно с главным корпусом были построены три отдельно стоящих коттеджа, а в 1970-е годы были построены дополнительные корпуса А и Б. На территории поместья ещё до революции были устроен каскад из двух прудов. В доме творчества имелось обширное приусадебное хозяйство с теплицами, снабжавшее столовую овощами. К территории дома творчества примыкала летняя дача литфондовского детского сада.
В разные годы здесь отдыхали и работали В. В. Вересаев, С. Н. Сергеев-Ценский, М. M. Пришвин, А. А. Ахматова, С. Я. Маршак, А. П. Гайдар, О. Ф. Берггольц, А. С. Серафимович, А. Т. Твардовский, А. А. Фадеев, К. А. Федин, К. Г. Паустовский, В. В. Чаплина, Г. А. Скребицкий, Ю. В. Трифонов, Д. А. Гранин, Ю. М. Нагибин, Б. А. Ахмадулина, Б. Ш. Окуджава, А. А. Галич, В. П. Некрасов, А. Я. Яшин, А. А. Вознесенский, Р. И. Рождественский, Г. В. Сапгир, Л. И. Ошанин, С. Г. Островой, Р. Г. Гамзатов, Ч. Т. Айтматов, М. Карим, братья Вайнеры, В. А. Солоухин, В. Ф. Тендряков, В. Г. Распутин, А. А. Проханов и многие другие. Здесь начинал жить в новом супружестве Н. А. Заболоцкий.
Евгений Евтушенко за один день написал здесь песню «Не спеши». В Малеевке над сценарием «Белорусского вокзала» работали Андрей Смирнов и Вадим Трунин.

Счастье, которого у нас не отнять и которое уж точно состоялось, — то, что было. Свершилось. Для меня лично такое счастье, в частности (но в очень значительной частности), — Малеевка.
— Станислав Рассадин

## Современное состояние
Хрустальная люстра в большой и безлюдной столовой,

Раскрытая книга над аляповатым карнизом.

Дом творчества был здесь — какое нелепое слово, —

Оно постепенно становится анахронизмом.

Не пишет никто здесь теперь ни романы, ни стансы,

За нас перед вечностью слово пытаясь замолвить.

Из пишущей братии в доме сегодня остался

Лишь с орденом Ленина гипсовый Серафимович…
— Александр Городницкий (из стихотворения «Малеевка», 2000)
В 1989 году писательский дом творчества имени Серафимовича был передан на баланс созданного в 1988 году Литературного фонда РСФСР. В апреле 1992 года Литературным фондом РСФСР совместно со Сбербанком и Фирмой «Интехсервис» было создано АОЗТ «Малеевка», которому Литературным фондом РСФСР в уставный капитал было передано всё имущество дома творчества имени Серафимовича. По данным 1997 года недвижимое имущество Малеевки включало в себя: «…спальный корпус (главный) кирпичный площадью 1135 м2; спальные корпуса А и Б и жилой дом на 35 квартир, три здания из сборного железобетона общей площадью 1950 м2; коттеджи № 1, 2 и 3 — три кирпичных здания общей площадью 474 м2; административный корпус — деревянное здание площадью 202,6 м2… теплицы, склады, боксы для машин, овощехранилище, конюшня, пищеблок, недостроенный спальный корпус — общей площадью 4199 м2… земля площадью 62,5 га — ландшафт холмистый, покрытый смешанным лесом, с каскадом прудов…».
После окончательной продажи Малеевки руководством Литфонда России новым хозяевам в 2000-х годах главный корпус был снесён. Уникальная библиотека исчезла. В трёх реконструированных коттеджах и корпусах А и Б размещается загородный отель ООО «Усадьба Малеевка».
В 2001 году вышла в свет книга «Милая сердцу Малеевка», где были собраны воспоминания поэтов и писателей, творивших и отдыхавших в Доме творчества.